# Assamees

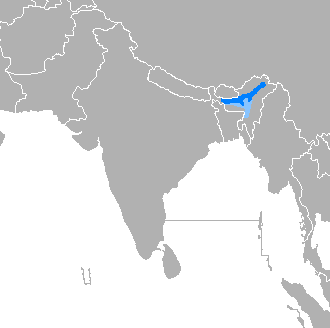
Taalgebied

Assamees of Assamitisch is een Indo-Arische taal, die de officiële taal is van de Indiase staat Assam en voor ongeveer 13 miljoen sprekers de moedertaal is. Daarnaast heeft het, naast Engels en Hindi, in heel de regio Noordoost-India een zekere status als lingua franca en in de grondwet van India is het Assamees opgenomen als een van de vijftien constitutionele talen. De oudste Assamese teksten zijn de Charyapada's, boeddhistische mystieke gedichten uit de 8e tot 12e eeuw. Er heeft zich sindsdien een literaire cultuur ontwikkeld, maar in Assam gepubliceerde teksten zijn tegenwoordig overwegend in het Engels.

## Classificatie
De taal wordt gerekend tot de oostelijke groep van de van het Sanskriet afstammende Indo-Arische talen en is het meest verwant aan het Bengaals. Het Assamese alfabet is vrijwel identiek met het Bengaalse. In de regio neemt het taalkundig gezien een geïsoleerde positie in ten opzichte van de omringende talen van de Tibeto-Birmaanse familie.